# Ganggrab von Jamel

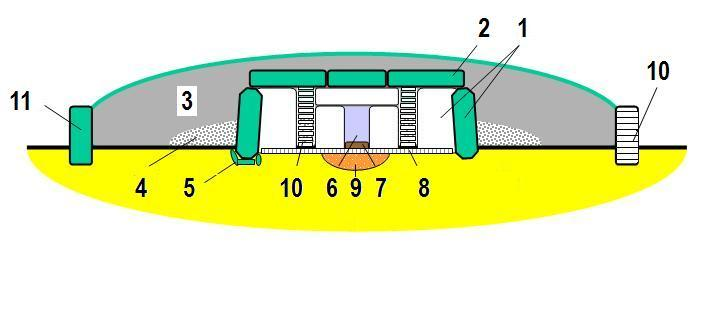
Schema Ganggrab (Querschnitt) 1=Trag-, 2= Deckstein, 3=Erdhügel, 4=Dichtung, 5=Verkeilsteine, 6=Zugang, 7= Schwellenstein. 8=Bodenplatten, 9=Unterbodendepots, 10=Zwischenmauerwerk 11=Randsteine

Das Ganggrab von Jamel (auch Everstorfer Forst Süd (4) genannt) liegt im Forst Jamel in Jamel (Gägelow), nahe beim Grevesmühlener Ortsteil Barendorf im Landkreis Nordwestmecklenburg in Mecklenburg-Vorpommern. Es entstand im Neolithikum zwischen 3500 und 2800 v. Chr. Das Ganggrab ist eine Bauform jungsteinzeitlicher Megalithanlagen der Trichterbecherkultur (TBK), die aus einer Kammer und einem baulich abgesetzten, lateralen Gang besteht.
Diese Form ist primär in Dänemark, Deutschland und Skandinavien, sowie vereinzelt in Frankreich und den Niederlanden zu finden.
Beim Ganggrab von Jamel handelt es sich um eine nordwest-südost orientierte Megalithanlage mit der Sprockhoff-Nr. 314. Die Südgruppe im Eversdorfer Forst, zu der fünf Anlagen gehören, liegt am Abzweig der Straße nach Barendorf von der B105. Drei liegen südlich der B105 und zwei nördlich, die alle von einem Parkplatz aus erreichbar und ausgeschildert sind.

## Beschreibung
In dem etwa 15 m langen und 11,0 auf 6,8 m breiten trapezoiden Hünenbett liegt eine gleichgerichtete ebenfalls trapezoide 1,5 m hohe, 8,2 m lange und 2,6 auf 1,8 m breite nordwest-südost orientierte Kammer, mit einem lateral im Süden mittig, jedoch schräg ansetzenden 2,5 m ebenfalls trapezoiden langen Gang.
Die Randsteine des Hünenbettes sind nur im westlichen Bereich einigermaßen erhalten. 14 der einst 15 Tragsteine der Kammer und fünf der einst sieben Tragsteine des Ganges sind jedoch vorhanden. Vier der einst sechs Decksteine der Kammer (2 an den Enden liegen auf) und beide Decksteine des Ganges fehlen. Die Kammer des Großsteingrabes ist ungewöhnlich groß. Unter den ausgegrabenen sind nur die Anlagen in Qualitz und Neu Gaarz in Mecklenburg größer.
Die Anlage hat vier Joche, zwei Dreipunktauflagen und sechs Quartiere. Die Diele besteht aus Rollsteinen und geglühtem Feuerstein. Die archäologische Untersuchung durch Ewald Schuldt im Jahre 1967 ergab, dass die Anlage durch die Träger der Einzelgrabkultur nachgenutzt wurde. 
Neben Holzkohle fanden sich 56 Scherben, 29 Bernsteinperlen (davon 22 doppelaxtförmig), fünf Querschneider, fünf Klingen, zwei Flachbeile, eine Nackenkammaxt, ein Schlagstein, ein doppelkonisches Gefäß, ein Einzelgrabbecher und eine dicke Spitze.